# 喜劇 駅前医院
『喜劇 駅前医院』（きげき えきまえいいん）は、1965年1月15日に東宝系で公開された日本映画。カラー。東宝スコープ。東京映画作品。94分。
キャッチコピーは「医者にヤクザにおまわりさん てんやわんやの駅前通り!」。

## 概要
『駅前』シリーズ第11作。
本作は登戸駅（小田急小田原線、南武線）近辺の病院を舞台にし、森繁久彌が『喜劇 駅前団地』以来9作振りに病院の院長役を演じた。
なお、本作の脚本は長瀬喜伴が単独ではなく、斎藤良輔と共同で手掛けている。

## スタッフ
- 製作：佐藤一郎、金原文雄
- 脚本：斎藤良輔、長瀬喜伴
- 監督：佐伯幸三
- 撮影：岡崎宏三
- 音楽：松井八郎
- 美術：小島基司
- 照明：今泉千仭
- 録音：原島俊男
- スチル：大谷晟
- 編集：広瀬千鶴

## 出演者
- 森田徳之助：森繁久彌
- 伴野孫作：伴淳三郎
- 坂井次郎：フランキー堺
- 景子：淡島千景
- 染子：池内淳子
- 由美：大空真弓
- おまさ：沢村貞子
- おしげ：京塚昌子
- 豊子：中村メイコ
- 絹子：多田美佐子
- 三平：三木のり平
- 吾助先生：佐原健二
- 菊代：岸井好子
- 関東砂利沢組の親分・大吉：左卜全
- 竹三：山茶花究
- 辰吉：水島真哉
- 津田悠子：関みどり
- 学生：松山英太郎
- すま子：旭ルリ
- 暴行犯人の若い男：星十郎
- 連れの女：星美智子
- 監督風の男：阿部博
- 署長：松村達雄
- 主任：滝謙太郎
- 看守の巡査：栗田実
- 芸者・豆千代：中尾ミエ
- ストリッパー・ピンキー・マリ：芳村真理
- 立ちんぼA：守田比呂也
- 立ちんぼB：田辺元気
- 書生：北代絢
- 外来患者の娘：山東昭子

## 同時上映
『勇者のみ』
- 原案：奥田喜久丸／脚本：須崎勝弥、ジョン・ツゥイスト／特技監督：円谷英二／監督：井上和男、フランク・シナトラ／主演：フランク・シナトラ、勝呂誉／東京映画・シナトラ・エンタープライズ共同作品